# Ride (musikalbum)
Ride är Loreens andra album utgivet i november 2017. Fem år efter debutalbumet Heal. 
Albumet Ride är inspelat i Ingrid Studios tillsammans med delar av bandet Amason.  Låten Jupiter Ride spelade Loreen live redan 2014.
Albumet är en trilogi. Den första delen börjar med  '71 Charger, där Loreen som kör iväg i sin Dodge Charger från den kommersiella värld som begränsade hennes kreativitet. Den andra delen börjar med Hate the way I love you där Loreen kämpar med barnet i sin själ, medan hon försöker bli vuxen och fullfölja sin ambition. Och när lyssnaren kommer till låten Ride, har de nått den sista delen av albumet. Kulmen med vilken Loreen hoppas kunna tillkännage den nya fasen av sin musikaliska karriär. 

## Låtlista
1. '71 Charger - (Låtskrivare: Loreen, Cassandra Ströberg & Fredrik Sonefors)
2. Dreams -  (Låtskrivare: Loreen, Jonas Wallin, Sebastian Furrer, Sterling Fox & Petter Winnberg)
3. Jupiter Drive - (Låtskrivare: Loreen, Adam Baptiste, Tim Geneve & Ted Krotkiewski)
4. Fire Blue -  (Låtskrivare: Loreen & Jens Duvsjö)
5. Hate The Way I Love You - (Låtskrivare: Loreen, Fred Ball, Jonas Wallin, Samuel Starck & Adam Hagstrand)
6. I Go Ego - (Låtskrivare: Loreen, Linnea Södahl, Sebastian Furrer, Nils Törnqvist, Petter Granberg, Adam Hagstrand, Mats Sandahl, Robert Elovsson & Mikael Sundin)
7. Heart On Hold -  (Låtskrivare: Loreen, Darius Kaya & Cecilia Nykvist)
8. Love Me America - (Låtskrivare: Loreen, Jonas Wallin, Linnea Södahl, Sebastian Furrer & Petter Winnberg)
9. Ride - (Låtskrivare: Loreen, Jonas Wallin, Simon Johansson & Sebastian Furrer)
10. '71 Charger (Bonusspår med stråkar) - (Låtskrivare: Loreen, Cassandra Ströberg, Fredrik Sonefors & Petter Winnberg)

## Medverkande
Loreen har producerat skivan tillsammans med Petter Winnberg, Pelle Gunnerfeldt, Fredrik Sonefors och Samuel Starck. 
Stråkarrangemang av Adam Hagstrand samt mixning av Pelle Gunnerfeldt och Fredrik Sonefors. 
Loreen har skrivit samtliga låtar tillsammans med bl.a. Fred Ball, Jonas Wallin, Sebastian Furrer, Fredrik Sonefors, Jens ”Duvchi” Duvsjö, Linnea Södahl, Cassandra Ströberg och Adam Baptiste.